# Dorsifulcrum
Dorsifulcrum là một chi bướm đêm thuộc họ Geometridae.